# Forsamlingshus
Et forsamlingshus  er en bys kulturhus og mødested. I Danmark er der omtrent 1.000 forsamlingshuse. Også i Sydslesvig findes danske forsamlingshuse. De første forsamlingshuse blev oprettet i 1800-tallet som led i en folkelig samling.
Forsamlingshusene i landsbyerne bliver brugt som samlingssted for de lokale. I husene afholdes fester, konfirmationsfest, bryllupsfest, mindesammenkomst, evt. gravøl. Derudover er det også stedet for dilettant, bankospil, gymnastik og lignende.
Ejerformen er typisk via en forening eller selvejende institution. Tidligere var en del forsamlingshuse private interessentskaber.
Mange forsamlingshuse har en anstrengt økonomi og er afhængige af hyppig udlejning til udefra kommende, private fester.